# 王泰 (成化進士)
王泰（？—？），字道亨，山西平陽府翼城縣人，軍籍，明朝政治人物。

## 生平
山西鄉試第八名舉人。成化十七年（1481年）中式辛丑科三甲第七十三名進士，歷儀封、衡水兩縣知縣，後陞南京刑部主事，遷員外郎。當時劉瑾用事例必索取饋謝，王泰不肯以賄獲官，因此請求辭官。後劉瑾事敗，王泰被起用為福建副史，歷陞湖廣參政、山東按察使。。

## 家族
曾祖王文表；祖父王秉新，義官；父王復政，義官。母李氏。